# Giovanni Brunero
Giovanni Giuseppe Brunero (nacido el 4 de octubre de 1895 en San Maurizio Canavese - fallecido el 23 de noviembre de 1934) fue un ciclista italiano, profesional durante los años 1920s.
Ya como amateur, fue campeón nacional de fondo en carretera en 1919. En 1920 pasó a ser profesional y consiguió ser campeón nacional júnior. Al mismo tiempo, obtuvo otros grandes resultados siendo 2.º del Giro de Lombardía, 3.º del Campeonato de Italia de ruta y 5.º en la Milán-San Remo. 
Fue uno de los ciclistas dominadores del Giro de Italia durante los años 1920s, ganando en las ediciones de 1921, 1922 y 1926, siendo 2.º en 1923 y 1927, y 3.º en 1925. Fue contemporáneo de otras dos leyendas del ciclismo italiano, Costante Girardengo y Alfredo Binda.
No rindió tan bien, sin embargo, en el Tour de Francia, donde sólo logró un triunfo de etapa en 1924, única edición en la que participó y que acabó abandonando.
Otros grandes triunfos de Brunero incluyen dos Giro de Lombardía (1923 y 1924) y una Milán-San Remo (1922).
Falleció en 1934 con 39 años de edad.

## Palmarés
1920
- 3.º en el Campeonato de Italia en Ruta
- Giro d'Emilia

1921
- Giro de Italia , más 1 etapa
- Giro del Piamonte
- 2.º en el Campeonato de Italia en Ruta

1922
- Giro de Italia , más 3 etapas
- Milán-San Remo
- 3.º en el Campeonato de Italia en Ruta

1923
- 2.º en el Campeonato de Italia en Ruta
- Giro de la Romagna
- Giro de la Provincia de Milán
- Giro de Lombardía

1924
- 2.º en el Campeonato de Italia en Ruta
- 1 etapa del Tour de Francia
- Giro de la Provincia de Milán
- Giro de Lombardía

1925
- 1 etapa del Giro de Italia

1926
- 3.º en el Campeonato de Italia en Ruta
- Giro de Italia , más 2 etapas
- Giro de la Provincia de Milán

1927
- 1 etapa del Giro de Italia

## Resultados

### Grandes Vueltas
| Carrera | Carrera         | 1919 | 1920 | 1921 | 1922 | 1923 | 1924 | 1925 | 1926 | 1927 | 1928 | 1929 |
| ------- | --------------- | ---- | ---- | ---- | ---- | ---- | ---- | ---- | ---- | ---- | ---- | ---- |
|         | Giro de Italia  | —    | Ab.  | 1.º  | 1.º  | 2.º  | —    | 3.º  | 1.º  | 2.º  | 9.º  | —    |
|         | Tour de Francia | —    | —    | —    | —    | —    | Ab.  | —    | —    | —    | —    | —    |
|         | Vuelta a España | X    | X    | X    | X    | X    | X    | X    | X    | X    | X    | X    |